# Vòng loại Giải vô địch bóng đá thế giới 2022 – Khu vực Bắc, Trung Mỹ và Caribe (Vòng 2)
Vòng 2 của vòng loại giải vô địch bóng đá thế giới 2022 khu vực Bắc, Trung Mỹ và Caribe diễn ra vào các ngày 12 và 15 tháng 6 năm 2021.

## Thể thức
6 đội thắng ở vòng 1 sẽ giành quyền thi đấu 2 lượt theo thể thức sân nhà - sân khách. 3 đội thắng cuộc ở vòng đấu này sẽ giành quyền vào vòng cuối cùng.

## Lịch thi đấu
Lịch thi đấu của vòng 1 và vòng 2 ban đầu diễn ra vào tháng 3 năm 2021, nhưng sau đó được dời sang tháng 6 năm 2021 do đại dịch COVID-19.

## Các đội giành quyền tham dự
Chú thích: In đậm là các đội giành quyền vào vòng 3.
| Bảng (Vòng 1) | Các đội thắng ở vòng 1 |
| ------------- | ---------------------- |
| A             | El Salvador            |
| B             | Canada                 |
| C             | Curaçao                |
| D             | Panama                 |
| E             | Haiti                  |
| F             | Saint Kitts và Nevis   |

## Kết quả
Các trận đấu diễn ra vào các ngày 12 và 15 tháng 6 năm 2021.
| Đội 1                | TTS | Đội 2       | Lượt đi | Lượt về |
| -------------------- | --- | ----------- | ------- | ------- |
| Saint Kitts và Nevis | 0–6 | El Salvador | 0–4     | 0–2     |
| Haiti                | 0–4 | Canada      | 0–1     | 0–3     |
| Panama               | 2–1 | Curaçao     | 2–1     | 0–0     |

## Các trận đấu
| Saint Kitts và Nevis | 0–4      | El Salvador                                       |
| -------------------- | -------- | ------------------------------------------------- |
|                      | Chi tiết | - Rugamas 3', 27' - Pérez 20' - Cerén 64' (ph.đ.) |

| El Salvador             | 2–0      | Saint Kitts và Nevis |
| ----------------------- | -------- | -------------------- |
| - Pérez 24' - Mayen 87' | Chi tiết |                      |

El Salvador thắng với tổng tỉ số 6–0 sau hai lượt trận và giành quyền vào vòng 3.
| Haiti | 0–1      | Canada      |
| ----- | -------- | ----------- |
|       | Chi tiết | - Larin 14' |

| Canada                                          | 3–0      | Haiti |
| ----------------------------------------------- | -------- | ----- |
| - Duverger 46' (l.n.) - Larin 74' - Hoilett 89' | Chi tiết |       |

Canada thắng với tổng tỉ số 4–0 sau hai lượt trận và giành quyền vào vòng 3.
| Panama                        | 2–1      | Curaçao     |
| ----------------------------- | -------- | ----------- |
| - Quintero 55' - Waterman 77' | Chi tiết | - Janga 87' |

| Curaçao | 0–0      | Panama |
| ------- | -------- | ------ |
|         | Chi tiết |        |

Panama thắng với tổng tỉ số 2–1 sau hai lượt trận và giành quyền vào vòng 3.

## Danh sách cầu thủ ghi bàn
Đã có 13 bàn thắng ghi được trong 6 trận đấu, trung bình 2.17 bàn thắng mỗi trận đấu.
2 bàn thắng
- Cyle Larin
- Joshua Pérez
- David Rugamas

1 bàn thắng
- Junior Hoilett
- Rangelo Janga
- Darwin Cerén
- Gerson Mayen
- Alberto Quintero
- Cecilio Waterman

1 bàn phản lưới nhà
- Josué Duverger (trong trận gặp Canada)